# Bietschtalbrücke
La Bietschtalbrücke (letteralmente: "ponte Bietschtal") è un ponte ferroviario della Svizzera, posto sulla linea del Lötschberg fra le stazioni di Hohtenn e di Ausserberg.
Il ponte si trova nel territorio comunale di Raron (Canton Vallese), a 1000 metri sul livello del mare, e scavalca la gola del torrente Bietschbach.

## Storia
Nel 1910 la Entreprise Générale de Construction du Lötschberg bandì una gara per la costruzione del ponte sul torrente Bietschbach, posto in un punto critico della nuova linea del Lötschberg, su una pendenza del 22,5‰ e in curva di 300 metri di raggio.
Ad aggiudicarsi la costruzione fu la società Albert Buss & Cie. di Basilea, il cui progetto venne approvato alla fine del 1911. Esso prevedeva un ponte a struttura composta, con un arco spezzato di 95 metri di luce e due travate laterali lunghe 35,5 metri. L'arco centrale fu costruito con larghezza predisposta per il doppio binario, in previsione di un futuro raddoppio della linea.
Per la costruzione del ponte, sito in un'area impervia, a mezza costa sul fianco della montagna, fu necessario realizzare una ferrovia di servizio per il trasporto dei materiali; il ponte venne terminato nei primi mesi del 1913.
Dopo alcuni decenni di servizio, il continuo aumento del traffico rese necessario il raddoppio della linea già previsto al tempo della sua costruzione; allo stesso tempo l'aumento della massa dei treni portò a considerare un'eventuale sostituzione del ponte con un nuovo manufatto, ma infine si ritenne di rinforzare il ponte esistente in considerazione del suo valore storico ed estetico e della sua fama.
I lavori, che richiesero la costruzione di una strada di servizio, ricavata ripristinando la sede dell'antica ferrovia di servizio, si svolsero in tre fasi per una durata complessiva di otto anni; la lunghezza e la complessità del cantiere furono dovute alla necessità di operare senza interrompere il traffico ferroviario sul binario esistente.
Il nuovo binario venne aperto al traffico l'8 ottobre 1985, e contemporaneamente venne disattivato quello vecchio permettendo di rinforzare la struttura d'origine; esso venne riattivato il 19 settembre 1986, completando così il raddoppio della tratta.

## Modellismo
Il ponte è stato riprodotto dalla ditta Faller in scala H0 nel 1996; in seguito seguì la riproduzione in scala N.